# Utetes provancheri
Utetes provancheri är en stekelart som först beskrevs av Dalla Torre 1898.  Utetes provancheri ingår i släktet Utetes och familjen bracksteklar. Inga underarter finns listade i Catalogue of Life.